# Verset

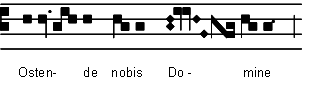
Íncipit del verset de l'al·leluia Ostende nobis en mode octau

Els versets o versicles són cadascuna de les breus divisions dels capítols de certs llibres, com la Bíblia i l'Alcorà. També es dona aquest nom a una composició breu per a orgue i a un tipus de text litúrgic breu.

## Els versets a la Bíblia
Les versions clàssiques de la Bíblia contenen 31.102 versets, dels quals 23.145 són a l'Antic Testament i 7.957, al Nou Testament.
El nombre de versets pot variar segons les edicions i segons la manera en què es divideixen alguns salms i si inclouen les dedicatòries.
La subdivisió del text de la Bíblia en capítols i versets, així com la puntuació, no és original, sinó que es va introduir a partir de l'edat mitjana. La divisió en capítols és obra de Stephen Langton, que el 1214 la va aplicar a la Vulgata, i la divisió en versicles és de Sante Pagnini (1527) per a l'Antic Testament i de Robert Stefano (1551) per al Nou Testament, unes divisions acceptades pels jueus.

## Els versets de l'Alcorà
Contràriament al que passa amb la Bíblia, la divisió de l'Alcorà en capítols (anomenats sures) i en versets (aleies, de l'àrab ayat) és original. La paraula aleia ("signe", "prodigi") no és només un terme tipogràfic, sinó que subratlla la idea que cada verset és una revelació divina.